# Chartocerus intermedius
Chartocerus intermedius is een vliesvleugelig insect uit de familie Signiphoridae. De wetenschappelijke naam is voor het eerst geldig gepubliceerd in 1976 door Hayat.